# Pseudo-Boltraffio
Mit dem Namen Pseudo-Boltraffio bezeichnet die Kunstwissenschaft einen unbekannten, zwischen 1500 und 1530 tätigen Maler der lombardischen Schule.

## Identifizierung und Werk
1920 prägte Wilhelm Suida in den Monatsheften für Kunstwissenschaft den Notnamen Pseudo-Boltraffio für einen bis heute unbekannten Maler aus dem Umkreis der Leonardo-Schule, dessen Werke lange Zeit als Arbeiten des Giovanni Antonio Boltraffio galten oder auch heute noch gelten. Dabei handelt es sich um einen Künstler, der es gut verstand, diejenigen Elemente verschiedener Künstler zu sammeln und zu vereinen, ohne ganz an deren Originalität heranzureichen. Seine Spezialität war es, mit leuchtenden, aber dennoch geschmackvollen Farben zu experimentieren und seine Bilder so zu Schönigen, dass für sichtbare, natürliche Makel kein Platz blieb.
Mit Vorliebe malte er liebreiche, jugendliche Phantasieköpfe in leonardeskem Stil, die zu seiner Zeit sehr gefragt waren. Daneben schuf er auch eine Reihe von Madonnen- und einige wenige Altarbilder. Keines der Werke lässt sich fest datieren, so dass man auf Vergleichsdaten, der Vorbilder zurückgreifen muss, an denen er sich orientierte. Dies waren vor allem Leonardo selbst, aber auch Andrea Solario, Marco d’Oggiono und vor allem Giovanni Antonio Boltraffio, mit dessen Bildern seine Werke früher oftmals verwechselt wurden. Auch heute noch schwanken manche Zuschreibungen zwischen Boltraffio und dem Pseudo-Boltraffio.
Das dem Pseudo-Boltraffio zugeschriebene Œuvre ist recht umfangreich.

## Einige ausgewählte Werke, die als Arbeiten des Pseudo-Boltraffio publiziert worden sind
- Berlin, Gemäldegalerie
  - Maria mit dem Kinde.
- Florenz, Galleria degli Uffizi
  - Narziss.
- London, National Gallery
  - Narziss.
  - Maria mit dem Kinde.
- Mailand, Pinacoteca di Brera
  - Maria mit dem Kinde, den Heiligen Paulus und Johannes und einem Engel.
- El Paso Museum of Art, El Paso, Texas
  - Maria und Kind